# Montsalvy
Montsalvy é uma comuna francesa na região administrativa de Auvérnia-Ródano-Alpes, no departamento de Cantal. Estende-se por uma área de 20,21 km². Em 2010 a comuna tinha 826 habitantes (densidade: 40,9 hab./km²).